# Maricica Țăran
Maricica Titie Țăran, poi Iordache (Gherța Mică, 4 gennaio 1962), è un'ex canottiera rumena naturalizzata tedesca.

## Palmarès

### Olimpiadi
- 1 medaglia:
  - 1 oro (Los Angeles 1984 nel 4 di coppia[1])

### Mondiali
- 3 medaglie:
  - 1 argento (Nottingham 1986 nel 4 di coppia[1])
  - 2 bronzi (Hazewinkel 1985 nel 4 do coppia[1]; Tasmania 1990 nel singolo[2])